# Mojca Kleva
Mojca Kleva, slovenska politologinja, političarka in evropska poslanka, * 30. marec 1976, Koper.
9. maja 2011 je zamenjala Zorana Thalerja, ki je odstopil zaradi obtožb o jemanju podkupnine. Je članica levo-sredinske slovenske politične stranke Socialni demokrati (SD).

## Življenjepis

### Študij
Diplomirala je leta 2002 na Fakulteti za družbene vede v Ljubljani iz politologije na temo Vključevanje slovenskih lokalnih skupnosti v programe Evropske unije, leta 2006 pa je magistrirala iz politoloških znanosti na temo Normativno urejanje lobiranja v Sloveniji.

### Politična kariera
Mojca Kleva je svojo politično kariero začela leta 1998, ko je na lokalnih volitvah bila izvoljena za občinsko svetnico Mestne občine Koper. Leta 2002 je bila imenovana za svetovalko za širitev Evropske unije v Skupini naprednega zavezništva socialistov in demokratov v Evropskem parlamentu. V letih 2002 in 2006 leta je bila ponovno izvoljena za mestno svetnico Mestne občine Koper. Med letoma 2007 in 2009 je aktivno sodelovala in vodila mrežo nevladnih organizacij s področja človekovih pravic žensk - Ženski lobi Slovenije. Mandat občinske svetnice je predčasno zaključila leta 2009, ko je v času 9. vlade Republike Slovenije pod vodstvom Boruta Pahorja prevzela funkcijo stalne predstavnice Državnega zbora pri Evropskem parlamentu. Funkcijo stalne predstavnice je opravljala do 9. maja 2011, ko je Evropski parlament potrdil njen mandat evropske poslanke.

#### Ostale funkcije v Evropskem parlamentu[5]
- Skupina naprednega zavezništva socialistov in demokratov (S&D), članica
- Članica Odbora za regionalni razvoj
- Nadomestna članica Odbora za ekonomske in monetarne zadeve
- Nadomestna članica Odbora za pravice žensk in enakost spolov
- Podpredsednica Delegacije pri odborih za parlamentarno sodelovanje EU-Armenija, EU-Azerbajdžan in EU-Gruzija
- Članica Delegacije v skupni parlamentarni skupščini Euronest
- Nadomestna članica Delegacije pri skupnem parlamentarnem odboru EU-Nekdanja jugoslovanska republika Makedonija

Na evropskih volitvah 2024 je kandidirala na drugem mestu liste Socialnih demokratov. Na volitvah 9. junija ni bila izvoljena za evroposlanko, dobila pa je 1.130 preferenčnih glasov volivcev.